# Feijenoord Albion
Feyenoord Albion is een zwemvereniging gevestigd in Rotterdam. De hoofdtrainer van deze vereniging is Arienne Naber. Bekende atleten afkomstig van deze vereniging zijn Thomas Verhoeven en Tessa Giele.